# Little Bealings
Little Bealings is een civil parish in het bestuurlijke gebied Suffolk Coastal, in het Engelse graafschap Suffolk met 470 inwoners.